# Drassodes nigroscriptus
Drassodes nigroscriptus är en spindelart som beskrevs av Simon 1909. Drassodes nigroscriptus ingår i släktet Drassodes och familjen plattbuksspindlar.
Artens utbredningsområde är Marocko. Utöver nominatformen finns också underarten D. n. deminutus.